# Ząb ćwiekowy

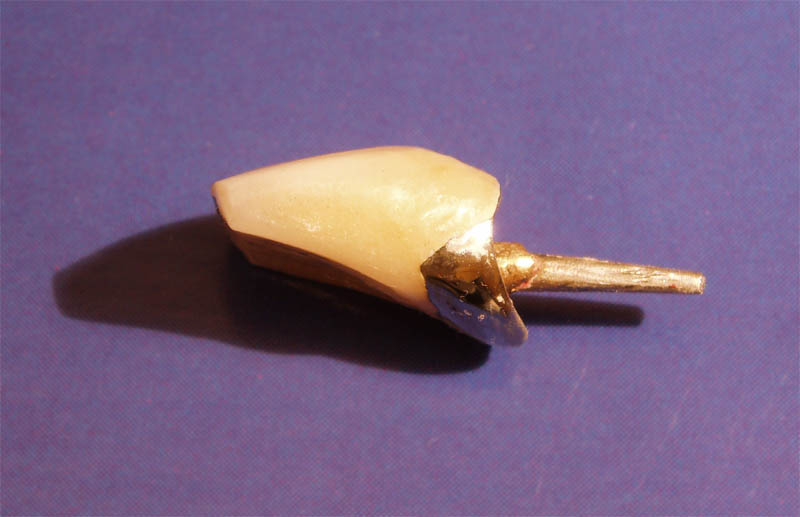
Ząb ćwiekowy ze skuwką

Ząb ćwiekowy (ząb sztyftowy) – stałe uzupełnienie protetyczne odbudowujące ząb. Stanowi rodzaj wkładu koronowo-korzeniowego, jest jednak uzupełnieniem samodzielnym i składa się zwykle z ćwieka oraz korony całkowitej połączonych na stałe (tj. bez cementu) i umieszczanych w jamie ustnej pacjenta razem podczas jednej wizyty. Często zawiera jeszcze element ochronny – tzw. skuwkę.
Zęby ćwiekowe opracowano w celu skrócenia cyklu wykonawczego oraz pominięcia niektórych etapów laboratoryjnych. Mimo że przy stosowaniu się do wskazań i przeciwwskazań mogły utrzymać się długie lata, zęby ćwiekowe nie spełniły stawianych im wymagań i obecnie nie są już stosowane. Lepsze efekty uzyskuje się przez zacementowanie samego wkładu koronowo-korzeniowego na stałe i dalsze wykonawstwo korony w taki sposób, jakby to był kikut własnego zęba pacjenta opracowany pod koronę. W przeciwnym wypadku laboratoryjne połączenie korony z wkładem niesie większe ryzyko niedokładności, następczej nieszczelności korony, wypłukiwania cementu i próchnicy zęba.

## Historia
Na przełomie XVIII i XIX wieku dentyści dokonywali pierwszych prób uzupełniania pojedynczych braków zębowych na sztyftach mocowanych w kanale korzeniowym zęba, jednak z powodu braku odpowiednich cementów czy klejów stomatologicznych mocowali je na złotej lub platynowej folii oraz lnie, bawełnie i jedwabiu. Szybko pojawiły się zalecenia pojedynczych naukowców (L. Koecker, B. Rush, T. Kaczorowski), aby korzeń zęba najpierw przeleczyć, ze względu na odontogenne ognisko zakażenia.
W połowie wieku XIX pojawiły się nowe metody mocowania ćwieków: złoty ćwiek na złotej folii (Gustav Blume, 1850), na gutaperce (J. Taft, 1859). W 1880 r. Casius M. Richmond opatentował ząb ćwiekowy ze skuwką oraz własną metodę wypalania porcelany. W tym samym czasie dużą popularność zyskały zęby ćwiekowe Marshalla L. Logana.
Niezależnie od rozwoju zębów ćwiekowych rozwinęła się technika odbudowy zęba koroną całkowitą na kikucie własnego zęba pacjenta, która stosowana jest do dziś.

## Budowa

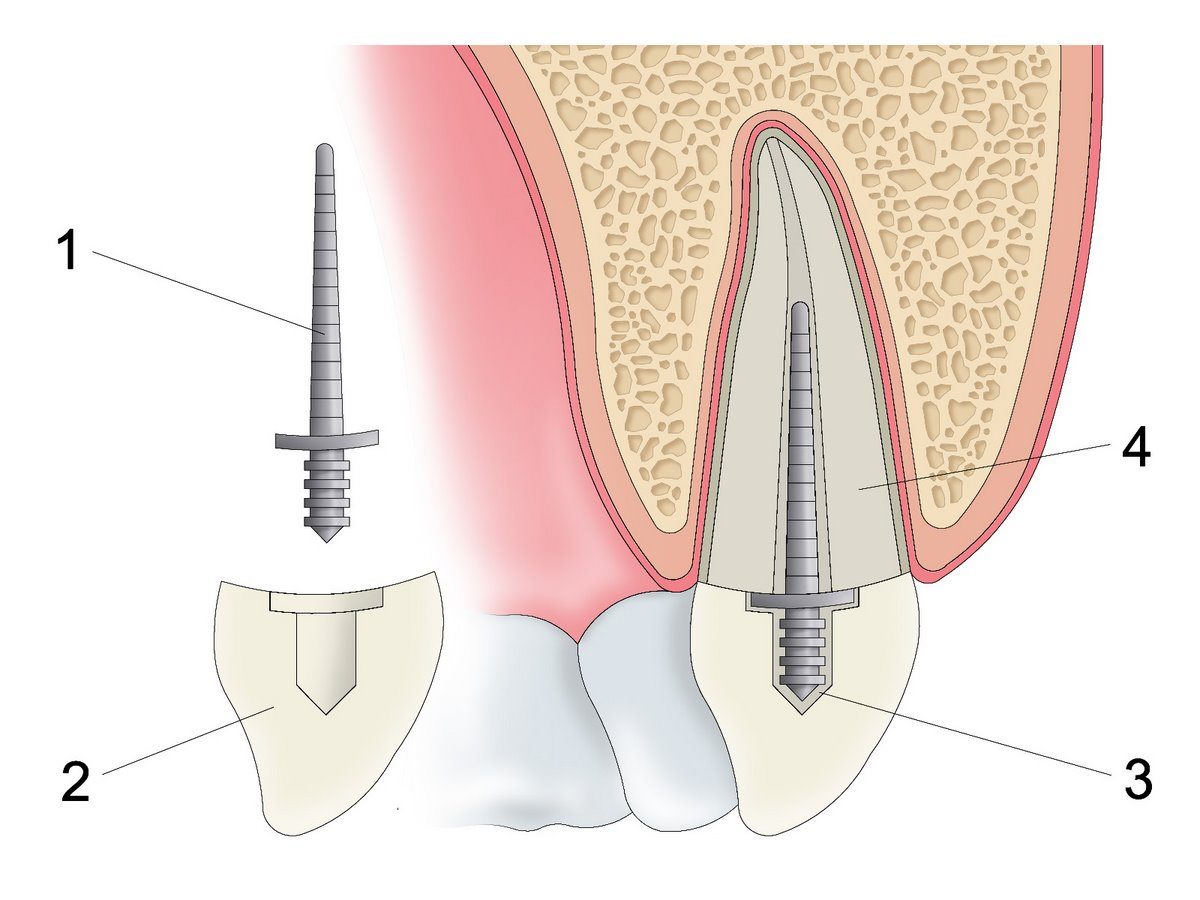
Ząb ćwiekowy Davisa bez skuwki zabezpieczającej korzeń; ćwiek (1) mocowany jest w korzeniu zęba (4) a następnie przy pomocy cementu stomatologicznego (3) mocowana jest korona (2).

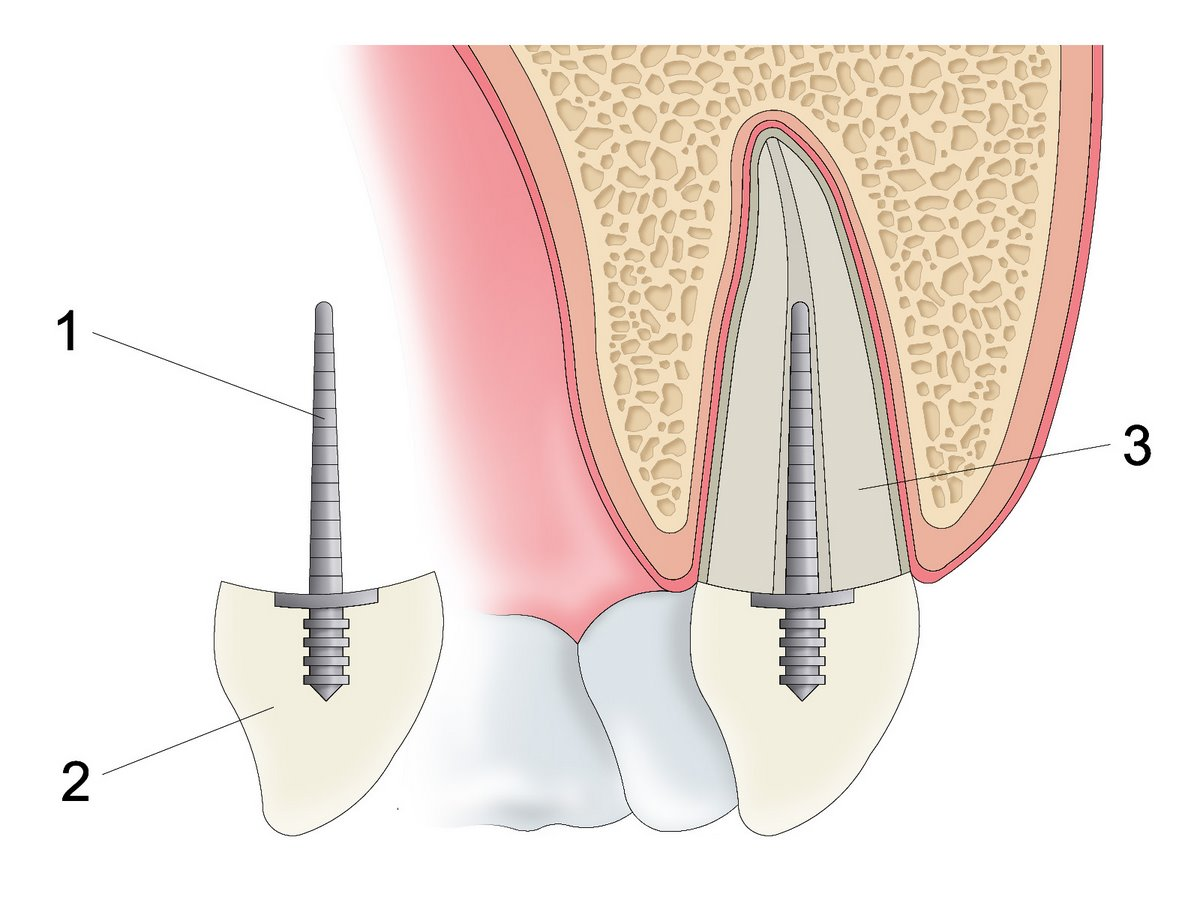
Ząb ćwiekowy Logana bez elementu zabezpieczającego korzeń; połączony fabrycznie ćwiek (1) z koroną (2) mocuje się jako całość w korzeniu zęba (3).

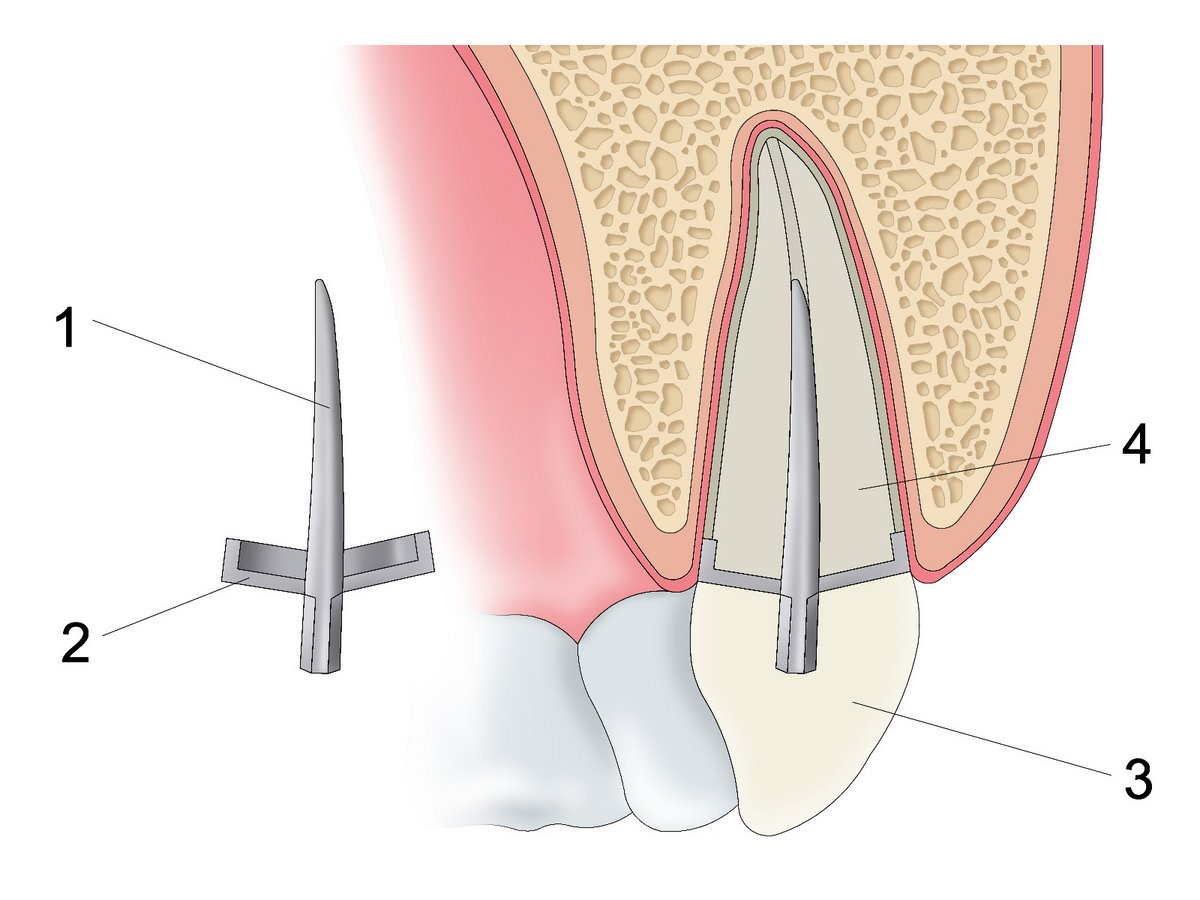
Ząb ćwiekowy Richmonda ze skuwką (2) zabezpieczającą korzeń (4).

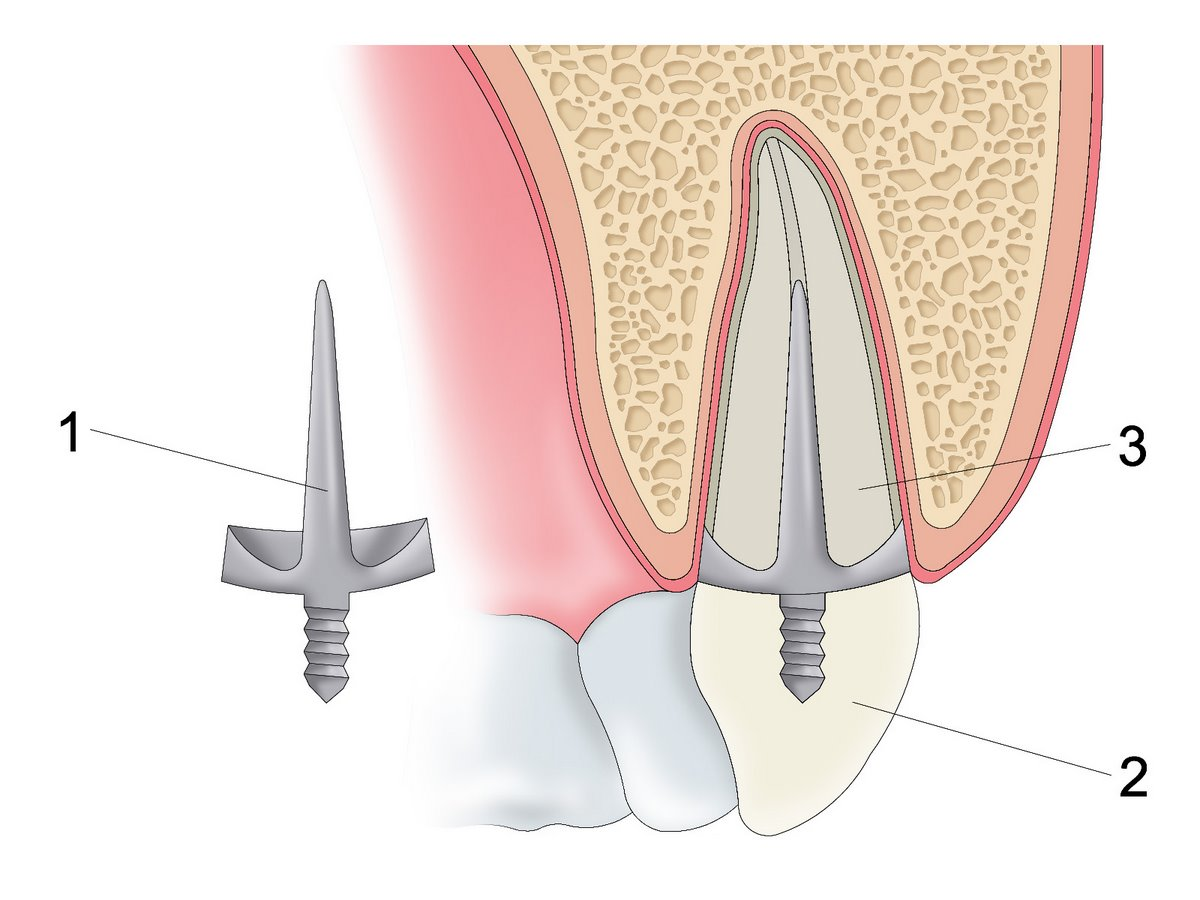
Ząb ćwiekowy Schrödera – ćwiek i skuwka (1) zabezpieczająca korzeń (3) odlane jako jeden element.

Ząb ćwiekowy składa się z ćwieka tkwiącego w opracowanym kanale korzeniowym zęba oraz z korony protetycznej całkowitej mocowanej na stałe na tym ćwieku i odbudowującej całą koronę zęba. Niektóre zęby ćwiekowe posiadają trzeci element, tzw. skuwkę, tj. czapeczkę korzeniową chroniącą powierzchnię nośną korzenia przed próchnicą i w zależności od jej obecności uzupełnienia te możemy podzielić na dwie grupy:
- bez zabezpieczenia powierzchni nośnej korzenia – zęby ćwiekowe o koronie porcelanowej (z.ć. Davisa, z.ć. Logana)[2] lub o koronie akrylowej[5]. W zębie ćwiekowym Davisa korona nie jest wcześniej fabrycznie umocowana na stałe na wkładzie. Lekarz nakłada ją na ćwiek podczas tej samej wizyty, podczas której następuje zacementowanie ćwieka w zębie pacjenta[5].
- z zabezpieczeniem powierzchni nośnej korzenia – zęby ćwiekowe ze skuwką Richmonda (z.ć. Richmonda, Casius M. Richmond, 1880 r.) lub Schrödera (z.ć. Schrödera), stosowane z koroną akrylową, złożoną metalowo-akrylową lub metalowo-porcelanową[8]. Skuwkę stosuje się w celu ochrony zęba przed próchnicą, przed urazem mechanicznym[2] w przypadku pogłębionego lub głębokiego zgryzu oraz w razie konieczności zespolenia zęba ćwiekowego z metalowymi częściami dalszych elementów protezy[9].

Ćwiek jest zwykle metalowy – platynowy (dawniej) lub stalowy pod koronę porcelanową, złoty 18-karatowy, złoto-platynowy lub stalowy pod koronę akrylową. Skuwka Richmonda składa się ze złotych elementów (18 lub 22 karaty) i lutowia złotego (odpowiednio 18 lub 20 karatów); skuwka Schrödera – ze złota 20-karatowego, stopu złota z platyną lub ze stali chromoniklowej. Korona może być metalowa, akrylowa, kompozytowa, porcelanowa lub złożona.

## Wskazania i przeciwwskazania
Wskazania do wykonania zęba ćwiekowego pokrywały się w większości z dzisiejszymi wskazaniami do koron całkowitych: zniszczenie korony zęba (próchnicowe, urazowe), obawa przed uszkodzeniem mechanicznym (liczne wypełnienia przy cienkich ścianach), zmiany patologiczne szkliwa (przebarwienie, erozja, zęby Hutchinsona) i umocowanie dla mostu.
Zęby ćwiekowe bez skuwki wskazane są przy braku skłonności do próchnicy, nie zniszczonym korzeniu zęba oraz w zgryzie prostym lub tak głębokim, że zęby przednie (górne i dolne) nie stykają się ze sobą.
Stosowane mogą być we wszystkich zębach poza trzonowcami. Należy odciążyć brzegi sieczne zębów ćwiekowych oraz rozważyć użycie tego uzupełnienia w zgryzie pogłębionym.

## Wykonawstwo

### Bez zabezpieczenia powierzchni nośnej korzenia
Opracowanie zęba pod zęby ćwiekowe dla każdego ich typu wykonuje się podobnie, bywają jednak małe odstępstwa od ogólnego schematu ze względu na różnice w budowie. Po przeleczeniu endodontycznym zęba filarowego jego kanał opracowuje się wiertłem okrągłym, do średnicy 1,5 mm w siekaczach górnych przyśrodkowych oraz kłach a 1,3 mm w pozostałych zębach. Powierzchnia nośna korzenia zostaje ścięta kamieniem karborundowym dachówkowato z załamaniem w połowie przekroju kanału korzeniowego, co zapewnia lepszy rozkład sił niż ścięcie poziome.
Następnie lekarz dobiera fabrycznie przygotowaną koronę porcelanową zwracając uwagę na kolor, kształt i wielkość. Po jej dopasowaniu uzupełnienie jest cementowane w zębie filarowym (w przypadku zęba ćwiekowego Davisa najpierw cementuje się wkład, a potem na nim mocuje koronę).
Lekarz może również wykonać koronę akrylową (akryl, w przeciwieństwie do porcelany wykazuje fizjologiczną ścieralność), modelując ją z białego wosku w ustach pacjenta i przesyłając koronę z ćwiekiem do pracowni protetycznej, skąd dostanie gotowy ząb ćwiekowy. Jest to tzw. metoda bezpośrednia. Można wykonać również metodą pośrednią. Lekarz powinien więc zarejestrować zwarcie z wkładem utkwionym w kanale, pobrać wycisk obejmujący wkład i zęby sąsiednie, wycisk zębów przeciwstawnych, dobrać kolor przyszłej korony i przekazać dane do pracowni protetycznej. Tam w warunkach laboratoryjnych, w przypadku metody pośredniej najpierw technik sam modeluje na ćwieku koronę woskową, a dalej (już w obu metodach) następuje odlanie i bezpośrednie połączenie (wyłącznie mechaniczne) korony z częścią koronową wkładu, tj. bez używania cementu, przez puszkowanie i polimeryzację. Następnie technik dentystyczny opiłowuje koronę, poleruje i przekazuje lekarzowi gotową koronę zamocowaną na stałe na wkładzie koronowo-korzeniowym. Całość zostaje podczas jednej wizyty dopasowana i zacementowana w jamie ustnej pacjenta.

### Z zabezpieczeniem powierzchni nośnej korzenia
W przypadku zęba ćwiekowego ze skuwką Richmonda ząb filarowy ścina się na wysokości 2–3 mm powyżej dziąsła i opracowuje jak pod koronę metalową poddziąsłową. Wykonuje się poddziąsłowy (schodzący 1–1,5 mm poniżej dziąsła) pierścień skuwki, dopasowany do opracowanie korony jak pierścień korony metalowej. Następnie szlifuje się ząb filarowy daszkowato jw. (z tą różnicą, że część językową ścina się poziomo) i do wysokości brzegów opracowanego zęba przycina się skuwkę aby dolutować do niej (w gabinecie lub pracowni) jej dno. W dnie robi się otwór na ćwiek, który następnie zostaje włożony i przylutowany.
Gdy zrąb korzenia jest zniszczony próchnicą można zastosować laną skuwkę Schrödera. Ząb należy oczyścić z próchnicy starając się zachować owalny kształt kanału i dachówkowate wykończenie powierzchni nośnej, jednak zwykle powierzchnia ta pozostaje nieregularna po opracowaniu. Następnie dopasowuje się ćwiek, z wosku odtwarza zniszczone tkanki korzenia i dane przekazuje do pracowni, gdzie całość jest zamieniana na metalowy odlew.
Po dopasowaniu skuwki w ustach pacjenta lekarz pobiera wyciski, rejestruje zgryz i przekazuje dane technikowi. Technik modeluje koronę z wosku i następnie zamienia ją na akryl (jeśli ząb ćwiekowy ma być samodzielnym uzupełnieniem) lub wykonuje koronę złożoną (metalowo-akrylową lub metalowo-porcelanową, gdy zachodzi potrzeba połączenia z dalszymi częściami protezy). Następnie na ostatniej wizycie następuje zacementowanie zęba ćwiekowego w ustach pacjenta.